# Deutsche Fußballmeisterschaft der A-Junioren 2001/02
Die deutsche Fußballmeisterschaft der A-Junioren 2001/02 gewann der FC Bayern München. Im Endspiel im Sportpark Unterhaching siegte der FC Bayern am 7. Juli 2002 mit 4:0 gegen den VfB Stuttgart.

## Teilnehmende Mannschaften
An der Endrunde zur deutschen A-Jugendmeisterschaft nahmen folgende Mannschaften teil:
- Hamburger SV (Meister Regionalliga Nord)
- Werder Bremen (Vize-Meister Regionalliga Nord)
- Hertha BSC (Meister Regionalliga Nordost)
- FC Schalke 04 (Meister Regionalliga West)
- Borussia Dortmund (Vize-Meister Regionalliga West)
- 1. FC Kaiserslautern (Meister Regionalliga Südwest)
- FC Bayern München (Meister Regionalliga Süd)
- VfB Stuttgart (Vize-Meister Regionalliga Süd)

## Viertelfinale
| Datum          |                      | Gesamt |                   | Hinspiel | Rückspiel |
| -------------- | -------------------- | ------ | ----------------- | -------- | --------- |
| 16./19.06.2002 | Werder Bremen        | 4:6    | FC Schalke 04     | 2:4      | 2:2       |
| 16./19.06.2002 | Hertha BSC           | 1:4    | VfB Stuttgart     | 1:2      | 0:2       |
| 16./19.06.2002 | 1. FC Kaiserslautern | 1:5    | FC Bayern München | 1:1      | 0:4       |
| 16./19.06.2002 | Hamburger SV         | 0:3    | Borussia Dortmund | 0:0      | 0:3       |

## Halbfinale
| Datum          |                   | Gesamt          |                   | Hinspiel | Rückspiel |
| -------------- | ----------------- | --------------- | ----------------- | -------- | --------- |
| 23./29.06.2002 | FC Schalke 04     | 2:3             | VfB Stuttgart     | 0:1      | 2:2       |
| 23./30.06.2002 | FC Bayern München | 4:4 (4:3 i. E.) | Borussia Dortmund | 2:3      | 2:1       |

## Finale
| FC Bayern München                                                         | FC Bayern München | VfB Stuttgart | VfB Stuttgart |
| ------------------------------------------------------------------------- | --- | --- | ------------- |
| FC Bayern München                                                         | \| Sonntag, 7. Juli 2002 um 11:30 Uhr in Unterhaching (Stadion Am Sportpark) \| \| Ergebnis: 4:0 (2:0) \| \| Zuschauer: 3.000 \| \| Schiedsrichter: Nicht bekannt \| | \| Sonntag, 7. Juli 2002 um 11:30 Uhr in Unterhaching (Stadion Am Sportpark) \| \| Ergebnis: 4:0 (2:0) \| \| Zuschauer: 3.000 \| \| Schiedsrichter: Nicht bekannt \| | VfB Stuttgart |
| FC Bayern München                                                         | Michael Rensing – Dominik Haas (80. Alexander Aischmann), Andreas Ottl, Barbaros Barut, Markus Stegmayer – Christian Lell (67. Paul Thomik), Bastian Schweinsteiger, Philipp Lahm – Piotr Trochowski, Erdal Kilicaslan (83. Borut Semler), Serkan Atak (74. Peter Endres) Cheftrainer: Kurt Niedermayer | Milan Jurkovic – Stefan Jarosch (62. Marco Calamita), Markus Berger, Martin Stoll, Steffen Kocholl – Manuel Bölstler, Marco Di Biccari (76. Michael Heilemann), Marco Caligiuri, Denis Berger – Wjatschaslau Hleb (76. Eberhard Ilg), Gerrit Müller (62. Michael Rundio) Cheftrainer: Hans-Martin Kleitsch | VfB Stuttgart |
| FC Bayern München                                                         | 1:0 Kilicaslan (20.) 2:0 Trochowski (42.) 3:0 Trochowski (49.) 4:0 Lahm (66.) | | VfB Stuttgart |
| Sonntag, 7. Juli 2002 um 11:30 Uhr in Unterhaching (Stadion Am Sportpark) | | |               |
| Ergebnis: 4:0 (2:0)                                                       | | |               |
| Zuschauer: 3.000                                                          | | |               |
| Schiedsrichter: Nicht bekannt                                             | | |               |